# 32191 Bensharkey
32191 Bensharkey è un asteroide della fascia principale. Scoperto nel 2000, presenta un'orbita caratterizzata da un semiasse maggiore pari a 2,657799 UA e da un'eccentricità di 0,061348, inclinata di 0,855504° rispetto all'eclittica. Ha un diametro di 9,389 km.